# Epidendrum mantis-religiosae
Epidendrum mantis-religiosae är en orkidéart som beskrevs av Eric Hágsater. Epidendrum mantis-religiosae ingår i släktet Epidendrum och familjen orkidéer.
Artens utbredningsområde är Panamá. Inga underarter finns listade i Catalogue of Life.